# 麥金萊·貝爾徹三世
麥金萊·貝爾徹三世（英語：McKinley Belcher III，1984年3月23日—）是一名美國男演員，因在PBS電視劇《慈悲街》中飾演塞繆爾·迪格斯，在FOX電視劇《末日之旅》中飾演安東尼·卡特，以及在Netflix電視劇《黑錢勝地》中飾演特工特雷弗·埃文斯而知名。

## 早期生活和教育
貝爾徹於1984年3月23日出生在喬治亞州亞特蘭大的格雷迪紀念醫院，是小麥金萊·貝爾徹（McKinley Belcher Jr.）和帕梅拉·麥基·貝爾徹（Pamela McGhee Belcher）的第一個兒子。後來全家搬到保德斯普林斯，他在那裡上小學和國中。貝爾徹於2002年畢業於士麥那的坎貝爾高中，在那裡他參加了國際文憑課程，並參加田徑和越野賽。他就讀於田納西州納什維爾的貝爾蒙特大學，並於2006年畢業，獲得傳播研究和政治學學士學位。在貝爾蒙特大學，他參加了演講和辯論隊的比賽，作為辯手和個人演講者贏得獎項。隨後他就讀位於洛杉磯的南加州大學戲劇藝術學院，在那裡他贏得艾娃·格林沃爾德紀念獎，並於2010年畢業，獲得表演藝術碩士學位。

## 演藝生涯

### 戲劇
貝爾徹於2013年在經典舞臺公司的《羅密歐與朱麗葉》中出現在非百老匯舞台上，並於2016年因在馬可·拉米雷斯（Marco Ramirez）在林肯表演藝術中心的《The Royale》中飾演業餘拳擊手費舍而獲得戲劇桌獎，導演是瑞秋·查文。他還在達科·特雷什尼亞克於2015年在哈特福德舞台全球首演的《Rear Window》中飾演山姆，與凱文·貝肯一起演出。2017年，貝爾徹在亨廷頓劇團的肯·厄本的《A Guide for the Homesick》世界首演中飾演泰迪和尼古拉斯這兩個角色，因此贏得艾略特·諾頓獎最佳男主角和IRNE獎最佳男主角。2019年，貝爾徹在MCC劇院的非百老匯作品《The Light》中飾演拉沙德，因此獲得外灘評論家協會獎最佳男主角提名。2020年，貝爾徹首次在百老匯亮相，在圓環劇院的《A Soldier's Play》百老匯首演中飾演二等兵路易斯-亨森（由山繆·傑克森在百老匯以外的地方原創的角色）。

### 影視
貝爾徹在約翰·賽爾斯（John Sayles）2013年的獨立電影《为了姐妹》中首次出演電影，飾演麗莎·蓋伊·漢密爾頓的兒子羅德尼。2015年，他在大衛·西蒙的HBO迷你劇《黑色烏托邦》中飾演拉坦亞·理查森·傑克遜的兒子德維恩·米克斯，由保羅·哈吉斯執導。貝爾徹在PBS的雷利·史考特製作的內戰劇《慈悲街》的兩季中飾演塞繆爾·迪格斯，這是他第一次作為系列劇的常設角色。他的角色塞繆爾是一個自由人，作為一個工人工作，但在醫學方面卻懷有秘密的知識和能力。2018年，他在FOX電視劇《末日之旅》中飾演安東尼·卡特，該劇改編自加斯汀·柯羅寧的同名小說。貝爾徹再次與大衛·西蒙合作，在HBO的2022年限定劇《特擊罪惡城》中飾演現實生活中的北京警察退伍軍人和槍支追蹤特別小組官員莫莫杜·岡多。2022年，貝爾徹加入Netflix對日本漫畫《ONE PIECE》的真人改編劇組，他在其中飾演「鋸齒」惡龍。

## 影視作品

### 電影
| 年份 | 標題                     | 角色          | 備註 |
| ---- | ------------------------ | ------------- | ---- |
| 2013 | 《为了姐妹》             | Rodney        |      |
| 2018 | 《攝慾壞男孩：梅波索普》 | Milton Moore  |      |
| 2018 | 《火的考驗》             | Ponchai       |      |
| 2019 | 《我在雨中等你》         | 馬克·芬恩     |      |
| 2019 | 《婚姻故事》             | 燈光設計師    |      |
| 2022 | 《魔鬼毀滅者：重生》     | Paul Whitlock |      |

### 電視
| 年份       | 標題              | 角色                       | 備註                                  |
| ---------- | ----------------- | -------------------------- | ------------------------------------- |
| 2010       | 《法網遊龍：洛杉矶》      | Timmy Lutz                 | 集數：「Hondo Field」                 |
| 2011       | 《妙女神探》      | Pvt. Lawrence              | 集數：「We Don't Need Another Hero」  |
| 2012       | 《路易不容易》    | 掘墓人#1                   | 集數：「Barney/Neve」                 |
| 2014       | 《》              | Reeling Detective          | 集數：「Enough Nemesis to Go Around」 |
| 2014－2017 | 《权欲》          | Marcus                     | 4集                                   |
| 2015       | 《》              | Officer Wilson             | 集數：「Chains of Command」           |
| 2015       | 《芝加哥警署》    | Aubrey Carrington          | 集數：「What Do You Do」              |
| 2015       | 《打不倒的金咪》  | Bryce                      | 集數：「金咪重獲自由！」              |
| 2015       | 《黑色烏托邦》    | Dwayne Meeks               | 5集                                   |
| 2016－2017 | 《慈悲街》        | Samuel Diggs               | 12集                                  |
| 2017－2022 | 《黑錢勝地》      | 特雷弗·埃文斯              | 16集                                  |
| 2019       | 《末日之旅》      | Anthony Carter             | 10集                                  |
| 2020       | 《上帝之鳥》      | Broadnax                   | 6集                                   |
| 2021       | 《聯邦調查局FBI》 | Ben Harris                 | 集數：「Clean Slate」                 |
| 2022       | 《特擊罪惡城》    | Det Momodu "G Money" Gondo |                                       |
| 2023       | 《ONE PIECE》     | 惡龍                       | 4集                                   |
| 2024       | 《布偶尋蹤》      | Michael Ledroit            |                                       |
| TBA        | 《Zero Day》      | Carl Otieno                |                                       |

## 外部連結
- 麥金萊·貝爾徹三世在互联网电影资料库（IMDb）上的資料（英文）